# Черняга Петро Гервазійович
Черняга Петро Гервазійович (24 жовтня 1946 — 12 травня 2014) — український вчений та суспільний діяч, доктор технічних наук, професор, член Академії будівництва України та Академії наук вищої освіти України, заслужений працівник освіти України, почесний землевпорядник України.

## Біографія
Петро Гервазійович Черняга народився у селі Кугаївці Чемеровецького району Хмельницької області.
У 1964 році Петро Гервазійович із золотою медаллю закінчив середню школу та вступив до Львівського політехнічного інституту. Був ленінським стипендіатом, нагороджений медаллю Міністерства вищої і спеціальної освіти СРСР «За найкращу наукову студентську роботу» — «Проект геодезичного зв'язку між Азією та Америкою».
В 1969 році з відзнакою закінчив Львівський політехнічний інститут за спеціальністю «Астрономогеодезія», а згодом аспірантуру.
З листопада 1973 року працював у Національному університеті водного господарства та природокористування (тоді — Український інститут інженерів водного господарства) на посадах асистента, старшого викладача, доцента кафедри інженерної геодезії.
Протягом семи років (1980—1987 рр.) працював заступником декана факультету проектування та будівництва гідромеліоративних систем.
З 1987 року очолив кафедру інженерної геодезії.
У зв'язку з реформуванням земельних відносин та гострою потребою у фахівцях за ініціативи П. Г. Черняги у 1992 році було відкрито спеціальність «Землевпорядкування та кадастр», а кафедру інженерної геодезії у 1995 році перейменовано на кафедру землевпорядкування та геодезії.
У 2002 році під його керівництвом відкрито спеціальність «Геоінформаційні системи і технології». У цей період кафедра почала стрімко розвиватися: чисельність професорсько-викладацького складу зросла з 12 до 47 осіб, також оновилася матеріально-технічна база.
У 2003 було створено факультет землеустрою та геоінформатики, деканом якого він був протягом шести років.

## Науково-педагогічні досягнення
Науковий шлях П. Г. Черняги розпочався після захисту кандидатської дисертації «Визначення супутникової рефракції з урахуванням стану атмосфери» і отримання у 1978 р. наукового ступеня кандидата технічних наук. У 1982 році йому було присвоєно вчене звання доцента.
Подальші дослідження на АЕС України та міжнародний досвід здобутий у Європейських геофізичних з'їздах (Відень — 1997 р., Ніцца — 1998 р., Гаага — 1999 р., Польща — 1997, 1998, 1999 рр., Хорватія — 2001 р.) дозволили підготувати докторську дисертацію на тему «Геодезичний моніторинг територій атомних станцій: теорія і практика» та успішно її захистити у 2000 році з отриманням наукового ступеня доктора.
Протягом усієї наукової діяльності Петро Гервазійович опублікував понад 200 наукових та навчально-методичних праць, мав винахід.
Був членом редакційних колегій шести фахових науково-технічних збірників, членом спеціалізованих Вчених рад із захисту докторських та кандидатських дисертацій при Київському національному університеті будівництва та архітектури, Національному університеті «Львівська політехніка», президії навчально-методичної комісії з напряму Геодезія, картографія та землевпорядкування, комісії з розробки стандартів освіти з цього ж напряму, дійсним членом Академії будівництва України та Академії наук вищої освіти України.
Широкого визнання здобула наукова школа з прогнозування розвитку територій з врахуванням їх функціональних властивостей та впливу геодинамічних процесів заснована Чернягою П. Г., де під керівництвом Петра Гервазійовича було захищено близько двадцяти кандидатських і докторська дисертації.
Посмертно у листопаді 2014 року започаткована щорічна Всеукраїнська науково-практична конференція: «Геодезія. Землеустрій. Природокористування: присвячується пам'яті П. Г. Черняги» у Національному університеті водного господарства та природокористування (м.Рівне), а також відкрита меморіальна дошка та названа аудиторія іменем П. Г. Черняги.

## Відзнаки
Нагрудні знаки: «Відмінник освіти України», «Почесний землевпорядник України», «Петро Могила», «За наукові досягнення»; державна нагорода України та почесне звання «Заслужений працівник освіти України»; відзнаки: «Почесний геодезист України», «За заслуги в геодезії і картографії» 1 ст.; почесні грамоти Міністерства освіти України, Держкомзему, Рівненської ОДА.

## Суспільно-політична діяльність
Депутат Рівненської обласної ради V скликання (1990—1994 р.) та депутатом Рівненської міської ради 21 скликання (2007—2010 р.).

## Особисте життя
Дружина Черняга Аліна Арсентіївна, дві доньки Уляна та Людмила, троє внуків Гліб, Софія та Марія.

## Додаткова інформація
- Перелік праць в каталозі Національної бібліотеки України ім. В. І. Вернадського